# کادینا
کادینا (به صربی: Kadina Luka) یک روستا در صربستان است که در Ljig واقع شده‌است.